# 安德烈亚斯·莱布
安德烈亚斯·莱布（德語：Andreas Laib，1972年1月5日—），德国男子赛艇运动员。他曾代表德国参加科隆举办的1998年世界赛艇锦标赛，获得男子轻量级八人单桨有舵手金牌。